# Ромен Пуертолас
Ромен Пуертолас (на френски: Romain Puértolas), или Пюертола, е френски писател, автор на бестселъри в жанра съвременен сатиричен роман.

## Биография и творчество
Ромен Пуертолас е роден на 21 декември 1975 г. в Монпелие, Франция. Учи в лицея „Камий Верне“ в кантона Валенс. Получава магистърска степен по испанска литература и култура в Университета на Гренобъл с втора специалност по френски език. Учи в Брайтън и получава бакалавърска степен по английска литература. Има и диплома по метеорология, получена от „Метео Франс“.
В живота си се е местил много пъти и е живял във Франция, Испания и Англия, и освен френски, говори испански, каталонски, английски и руски език. Работил е като диджей, преподавател, преводач, придружител, чистач на игрални автомати, илюзионист и др. Работил е като инспектор в Централно управление на френската гранична полиция и е бил документален анализатор за нелегална имиграция и документна измама.
Пише от ученическа възраст за собствено удоволствие, а първият му ръкопис на роман е от 2005 г. Получава много откази от различни издателства и затова прави собствени издания само в 3 екземпляра за семейството му.
Първият му публикуван, за собствена сметка, роман е „L'OEuf d'Einstein“ (Яйцето на Айнщайн). Първият му официално публикуван роман е „Le jour où Shakespeare a inventé le moonwalk“ (Денят, когато Шекспир е измислил лунната походка) през 2012 г.
Вторият му роман – „Невероятното пътешествие на факира, който се заклещи в гардероб на ИКЕА“ е издаден през 2013 г. и става международен бестселър, номиниран за различни награди. Удостоен е с наградата „Жул Верн“ и с наградата „Аудиолиб“ за аудиоизданието на романа с разказвач Доминик Пиньон.
Хуморът на произведенията му е високо оценен от критиката и читателите.

## Произведения

### Самостоятелни романи
- L'OEuf d'Einstein (2012) – собствено издание
- Le jour où Shakespeare a inventé le moonwalk (2012)
- L'extraordinaire voyage du fakir qui était resté coincé dans une armoire Ikea (2013) – награда „Жул Верн“
Невероятното пътешествие на факира, който се заклещи в гардероб на ИКЕА, изд. „Обсидиан“, 2014 г., прев. Албена Стамболова
- The Little Girl Who Swallowed A Cloud As Big As The Eiffel Tower (2015)